# NGC 4170
NGC 4170 је појединачна звезда у сазвежђу Береникина коса која се налази на NGC листи објеката дубоког неба.
Деклинација објекта је + 29° 10' 2" а ректасцензија 12h 12m 12,9s. Привидна величина (магнитуда) објекта NGC 4170 износи 12,2.